# تبیولا پیتینگریانا

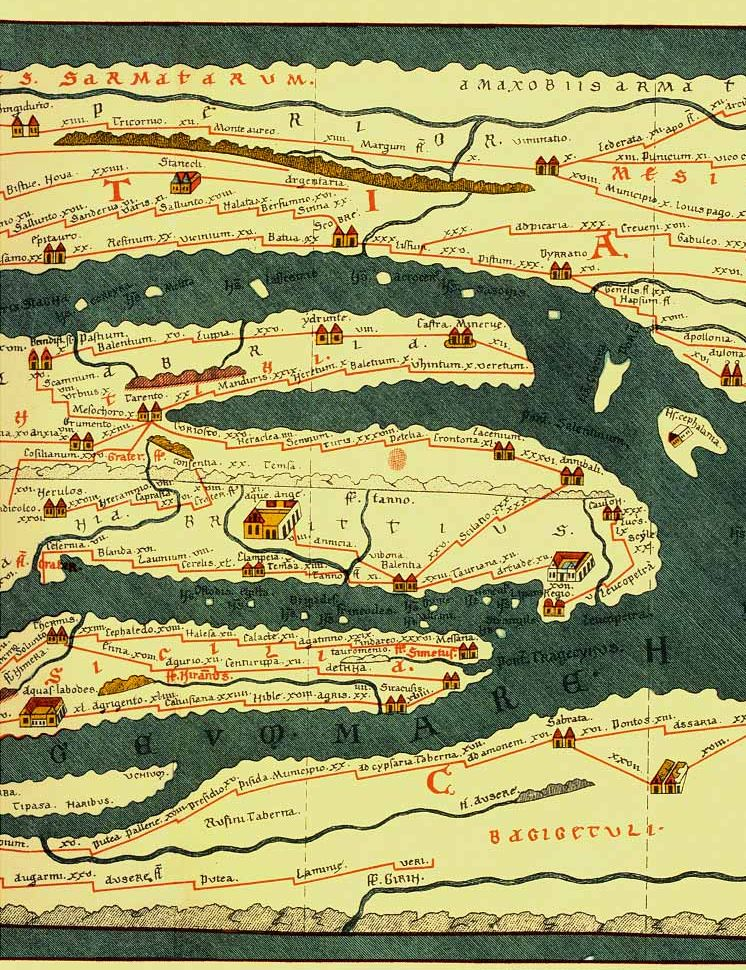
بخشی از تبیولا پیتینگریانا —بالا به پایین: سواحل دالماسی، دریای آدریاتیک، جنوب ایتالیا، سیسیل، سواحل مدیترانه‌ای آفریقا

تبیولا پیتینگریانا (به لاتین Tabula Peutingeriana) یا لوح پیتینگر (به لاتین به معنی «نقشه پیتینگر») یک نقشه راه‌ها مربوط به روم باستان است که طرح خدمات پیک و حمل و نقل را در شبکه جاده‌های امپراتوری روم نشان می‌دهد.
این نقشه یک کپی از جنس پوست است که از روی نسخه اصلی رومی درسده سیزدهم میلادی تهیه شده‌است و اروپا (بدون شبه جزیره ایبری و جزایر بریتانیا)، شمال آفریقا و بخش‌هایی از آسیا (از جمله خاورمیانه، ایران و هند) را پوشش می‌دهد. نقشه اصلی متعلق به سده ۴ یا ۵ میلادی بود که خود او بر اساس نقشه‌ای تهیه شده بود که توسط  آگریپا در طول سلطنت امپراتور آگوستوس (۲۷ سال قبل از میلاد – ۱۴ پس از میلاد) کشیده بودند.
این نقشه به خاطر مجموعه‌دار آلمانی سده ۱۶ قرن بنام کنراد پیتینگر نامگذاری شده‌است. امروزه این نقشه در کتابخانه ملی اتریش در وین نگه داشته می‌شود.